# Carlo Montano
Carlo Montano (Livorno, 1952. szeptember 25. –) olimpiai és világbajnoki ezüstérmes olasz tőrvívó.

## Családja
Carlo Montano vívócsaládból származik. Nagybátyja, Aldo Montano (1910–1996) kardvívásban két olimpián ezüstérmet szerzett, valamint ötször világbajnoki aranyérmes lett. Unokatestvére, Mario Aldo Montano (1948–) szintén kardvívásban az 1972-es müncheni olimpián aranyérmes lett, továbbá kétszer lett első a világbajnokságokon. Testvérei szintén olimpiai érmes sportolók: Mario Tullio Montano (1944–2017) olimpiai bajnok, világbajnoki bronzérmes kardvívó, Tommaso Montano (1953–) pedig olimpiai ezüstérmes, világbajnoki bronzérmes kardvívó. Unokatestvérének fia, Aldo Montano (1978–) olimpiai, világ- és Európa-bajnok kardvívó.